# Bruille-lez-Marchiennes
Bruille-lez-Marchiennes é uma comuna francesa na região administrativa de Altos da França, no departamento do Norte. Estende-se por uma área de 4.33 km². Em 2010 a comuna tinha 1 371 habitantes (densidade: 316,6 hab./km²).